# 舌津智之
舌津 智之（ぜっつ　ともゆき、1964年 - ）は、日本のアメリカ文学者。立教大学教授。

## 略歴
愛知県名古屋市生まれ。父は名古屋市立大学教授（英語学）の舌津清。愛知県立千種高等学校卒、1987年東京大学文学部英文科卒、同大学院博士課程中退。1998年テキサス大学オースティン校で文学博士（テネシー・ウィリアムズ）。1994年東京学芸大学教育学部専任講師、1997年助教授、2006年立教大学文学部教授。ジェンダー論が専門。

## 著書
- 『どうにもとまらない歌謡曲 七〇年代のジェンダー』（晶文社） 2002
- 『抒情するアメリカ:モダニズム文学の明滅』（研究社） 2009

## 翻訳
- 『しみじみ読むアメリカ文学 現代文学短編作品集』（平石貴樹編、畔柳和代, 橋本安央, 堀内正規, 本城誠二共訳、松柏社） 2007

## 参考
- [ISBN 978-4-327-48153-7]
- J-GLOBAL